# 基斯·赫南德茲
基斯·赫南德茲（英語：Keith Hernandez，1953年10月20日—），為美國職棒大聯盟的一壘手，生涯曾效力過紅雀、大都會與印地安人等隊。他生涯入選5次明星賽，拿下2次冠軍，1979年獲選國聯MVP。
身為一壘手，赫南德茲生涯從不曾單季20轟過，17年累計甚至不到200轟，但他用高上壘率來補足自己打擊端的貢獻，其生涯保送率高達12.5%，被保送的次數（1070次四壞外加32次被觸身）多於被三振的次數（1012次）。而他曾連續11年拿下金手套獎，為大聯盟一壘手紀錄，被認為是大聯盟史上防守能力最佳的一壘手。

## 職業生涯

### 聖路易紅雀

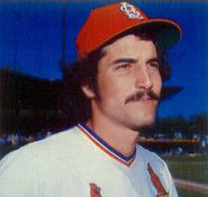
1977年的赫南德茲

1974年8月30日，赫南德茲登上大聯盟。他在9局上擊出大聯盟首安與首分打點。球季結束後，球隊將一壘手喬·托瑞交易到大都會，換來Tommy Moore和Ray Sadecki，並準備讓赫南德茲成為球隊的一壘手。
1975年，赫南德茲分別待在3A和大聯盟各半的時間，他在大聯盟只有2成50的打擊率，並敲出3轟與20分打點。
1976年，因為偶像米奇·曼托的緣故(加上曼托和赫南德茲同天生日)，赫南德茲希望背號能夠以7做為結尾，最後他穿上37號。1978年，他打敗防守能力見長的史蒂夫·賈維拿下金手套獎。1979年，赫南德茲破繭而出，打擊率3成44，並敲出48支二壘安打與116次得分。最後他和海盜隊的威利·史塔格爾共同拿下國聯MVP大獎。這也是大聯盟首次有兩位球員同時拿下MVP。
自此，赫南德茲的單季打擊率都能穩定在3成以上。1982年世界大賽，紅雀鏖戰7場比賽打敗釀酒人，赫南德茲也拿下個人首枚冠軍戒。
不過，赫南德茲與紅雀高層不合的傳聞也漸漸浮上檯面，尤其是他和總教練之間又有很大的心結。因此他在1983年6月15日被交易到大都會，紅雀換來Neil Allen和Rick Ownbey。紅雀總教練甚至直接表示赫南德茲就是球隊的毒瘤，根本不會後悔將他交易。
被交易後，赫南德茲表示自己以前有使用過古柯鹼，這可能也是球隊將他交易的原因。他甚至表示1980年的大聯盟有40%的球員使用古柯鹼，但在隔年使用者大量減少。而他也宣稱在到了大都會後，自己已不再使用古柯鹼。

### 紐約大都會
大都會已將37號做為Casey Stangel的退休號碼，因此赫南德茲改用17號。球隊也因為赫南德茲的緣故，球季結束「只」拿下98敗。然而紅雀和大都會也因為赫南德茲的交易案，在1980年代成為世仇球隊。
1984年，新教頭Davey Johnson上任，球隊拿下90勝72敗。赫南德茲在MVP票選上拿下第二名，僅次於小熊隊的雷恩·桑柏格。但大都會也不是毫無收穫，隊上有1983年的新人王達里爾·斯塔比雷和1984年的新人王德懷特·古登，加上具有隊長之姿的赫南德茲，球隊也轉變成為季後賽勁旅。
1985年，由於赫南德茲之前的毒品爆料，使得大聯盟介入調查。並在該年進行了著名的匹茲堡毒品判決案。而包含赫南德茲在內的7名球員最終遭到禁賽。
不過大都會在這年從博覽會交易來明星球員蓋瑞·卡特，讓球隊在這年拿下98勝，但仍以3場勝差敗給紅雀。在國聯MVP票選前10名上，有3名大都會球員、4名紅雀球員。赫南德茲在這年敲出24支致勝安打，寫下大聯盟紀錄。
1986年，大都會強勢拿下108勝，並以21.5場勝差擊敗費城人拿下分區冠軍。赫南德茲整季打擊率為3成10，並打回83分打點。但他在世界大賽打擊率只有2成31，還成為第六場10局下的第二個出局數。但大都會在這局靠著安打串聯和比爾·巴克納的經典守備失誤，不僅逆轉奪勝，還在第七場成功拿下世界大賽冠軍。而蓋瑞·卡特和赫南德茲分別在MVP票選上拿下三四名。
1987年，赫南德茲被任命為大都會隊史首任隊長。後來蓋瑞·卡特也成為球隊隊長。1988年，赫南德茲連11年蟬聯金手套獎，並率領球隊拿下分區冠軍。不過他們在國聯冠軍賽輸給道奇隊，而赫南德茲和卡特也因年事漸長，打擊能力逐漸下滑。
1989年，赫南德茲僅出賽75場比賽，打擊率為2成33。球季結束後，球隊不與赫南德茲續約。11月13日，赫南德茲成為自由球員。在赫南德茲離隊後，有不少球員之後在大都會仍使用17號做為其背號。不過球隊在2010年後就不再讓球員使用17號，也沒有正式將其號碼退休，直至2022年7月9日才退役其17號背號，並舉行退休典禮。

### 克里夫蘭印地安人
1990年，赫南德茲加盟印地安人。但這年他因傷所苦，僅出賽43場比賽，繳出2成打擊率，外帶1轟與8分打點的成績。球季結束後，赫南德茲宣布退休。

## 生涯打擊成績
| 出賽次數 | 打席 | 打數 | 得分 | 安打 | 二安 | 三安 | 全壘打 | 打點 | 盜壘 | 保送 | 三振 | 打擊率 | 上壘率 | 長打率 | OPS  |
| -------- | ---- | ---- | ---- | ---- | ---- | ---- | ------ | ---- | ---- | ---- | ---- | ------ | ------ | ------ | ---- |
| 2088     | 8553 | 7370 | 1124 | 2182 | 426  | 60   | 162    | 1071 | 98   | 1070 | 1012 | .296   | .384   | .436   | .821 |

## 個人生活
赫南德茲的父親約翰曾是小聯盟的棒球員，他在1940年代曾加入紅雀與洋基體系。而赫南德茲在1979年結婚，並有3名女兒，但他們在1983年離婚。之後赫南德茲在2005年再婚，並於2011年2月再次離婚。

## 外部連結
- 球員資訊和成績在MLB ，ESPN ，Retrosheet ，Baseball Reference ，Baseball Reference (Minors) ，Fangraphs ，The Baseball Cube ，Baseball Almanac （英文）